# Ванька-Тур
Ванька-Тур (Ванькатур) — озеро в Таборинском районе Свердловской области, Россия.

## Географическое положение
Озеро расположено в 11 километрах к северу от села Таборы, в центре болота Ванька-Тур. Озеро площадью 1 км², с уровнем воды 64,6 метра.

## Описание
Озеро имеет поверхностный сток в реку Волья (правый приток реки Тавда). Берега местами заболочены и покрыты лесом, на востоке имеется остров. В озере водится карась, верховка, гольян, и гнездится водоплавающая птица.